# World Gone Wrong
Albums de Bob Dylan
The 30th Anniversary Concert Celebration
(1993) Bob Dylan's Greatest Hits Vol. 3
(1994)
World Gone Wrong est le 29e album studio de Bob Dylan, sorti en 1993.

## Historique
Comme l'album précédent, Good as I Been to You, il ne contient que des reprises arrangées de chansons folk de Doc Watson, Blind Willie McTell, Mississippi Sheiks, avec un accompagnement minimaliste : guitare et harmonica.

## Titres
Toutes les chansons sont écrites et composées par Bob Dylan, sauf indication contraire..
| 1.    | World Gone Wrong  |                           | 3:57 |
| 2.    | Love Henry        |                           | 4:24 |
| 3.    | Ragged & Dirty    |                           | 4:09 |
| 4.    | Blood in My Eyes  |                           | 5:04 |
| 5.    | Broke Down Engine |                           | 3:22 |
| 6.    | Delia             |                           | 5:41 |
| 7.    | Stack a Lee       |                           | 3:50 |
| 8.    | Two Soldiers      |                           | 5:45 |
| 9.    | Jack-A-Roe        |                           | 4:56 |
| 10.   | Lone Pilgrim      | B.F. White, Adgar M. Pace | 2:43 |
| 43:51 |                   |                           |      |

## Musicien
- Bob Dylan : chant, guitare, harmonica